# Empire (álbum de Kasabian)
Empire es el segundo álbum de estudio de la banda británica de rock alternativo Kasabian, que fue lanzado el 28 de agosto de 2006. El álbum llegó al puesto #1 en el UK Albums Chart sucediendo el lanzamiento de su primer sencillo "Empire", que fue lanzado el 24 de julio de 2006.

## Lista de canciones
Todas las canciones fueron escritas por Sergio Pizzorno, excepto las indicadas.
1. "Empire" – 3:53 (Pizzorno, Chris Karloff)
2. "Shoot the Runner" – 3:27
3. "Last Trip (In Flight)" – 2:53
4. "Me Plus One" – 2:28
5. "Sun Rise Light Flies" – 4:08
6. "Apnoea" – 1:48
7. "By My Side" – 4:14 (Pizzorno, Karloff)
8. "Stuntman" – 5:19 (Pizzorno, Karloff)
9. "Seek & Destroy" – 2:15
10. "British Legion" – 3:19
11. "The Doberman" – 5:34

## Créditos
- Tom Meighan - voz principal (en todas las canciones, exceptuando en "Me Plus One" y "Stuntman"), voz y coros en "Shoot The Runner"
- Sergio Pizzorno - guitarra principal, coros, sintetizadores, guitarra rítmica (en "Empire", "By My Side" y "Stuntman"), voz principal (en "Shoot the Runner", "Me Plus One" y "Stuntman")
- Chris Edwards - bajo
- Chris Karloff - guitarra principal (en "Empire", "By My Side" y "Stuntman"), teclados (en "Empire", "By My Side" y "Stuntman"), omnichord (en "Empire", "By My Side" y "Stuntman"), sintetizadores (en "Empire", "By My Side" y "Stuntman")
- Ian Matthews - batería
- Jay Mehler - guitarra rítmica (en todas las canciones, exceptuando "Empire", "By My Side" y "Stuntman")

## Posicionamiento
Álbum
| Listas (2006)                | Posición |
| ---------------------------- | -------- |
| UK Album Chart               | 1        |
| Australian ARIA Albums Chart | 64       |
| French Albums Chart          | 56       |
| Irish Albums Chart           | 3        |
| Japan Albums Chart           | 8        |
| New Zealand Albums Chart     | 19       |
| Swiss Albums Chart           | 47       |
| Billboard 200                | 155      |